# Phalera alaya
Phalera alaya är en fjärilsart som beskrevs av Nakamura 1974. Phalera alaya ingår i släktet Phalera och familjen tandspinnare. Inga underarter finns listade i Catalogue of Life.